# Shanghai Noon
Shanghai Noon er en film fra 2000 med Jackie Chan og Owen Wilson i hovedrollerne. Den blev instrueret af Tom Dey, skrevet af Miles Millar og Alfred Gough. Filmen foregår i Nevada og andre dele af Vesten i det 19. århundrede (1881). Filmen er en blanding af en westernfilm med Jackie Chans Kung Fu scener og udvidede kampscener. Den har også komiske elementer og "Buddy Cop" filmgenren, siden den involverer to mænd med forskellige personligheder og forskellig afstamning (en kinesisk livgarde og en vestlig fredløs), der slutter sig sammen for at stoppe en forbrydelse.
Titlen (et ordspil på den gamle Gary Cooper klassiker High Noon) og adskillige navne brugt i filmen hylder de tidlige westerns. Jackie Chans rolle, "Chon Wang", skal lyde som John Wayne og modstanderen, Nathan Van Cleef, er en hyldest til Lee Van Cleef, der spillede "den onde" i Den Gode, den Onde og den Grusomme (The Good, the Bad and the Ugly) samt andre roller i klassiske westerns. I tillæg, afslører Roy O'Bannon (Owen Wilsons karakter) at hans rigtige navn er Wyatt Earp, hvilket Chon afvisende griner af som "et dårligt cowboy navn".
En efterfølger, Shanghai Knights, blev udgivet i 2003.
Taglines:
- Den klassiske western får et spark i bukserne.
- Den gamle vest møde den fjerne øst.
- Den første kung-fu western nogensinde.
- Western Action, Østern Smag, Et Ton Af Eventyr
- Så Er Der Øretæver i Luften! (dansk)
- En Western, Med Et Ordentligt Spark I Røven! (dansk)

## Handling
Filmen handler om Chon Wang, en kinesisk imperiel livgarde. Efter prinsessen Pei-Pei bliver bortført og taget til Amerika, bliver Wang sendt med andre livgarder ud for at finde hende og bringe hende tilbage. Roy O'Bannon er en fredløs der ender med at kapre det tog, som Wang er på med de andre vagter. Da Wallace, et medlem af Roys bande, slår Wangs onkel ihjel, beslutter han sig for at forfølge dem. Men banden er vel bevæbnet og Chons eneste valg er at koble vognene fra hinanden og flygte med lokomotivet. I tidens løb overtager Wallace banden fra O'Bannon, og de efterlader ham gravet ned i ørkensandet, kun med hovedet over jordens overflade.
I mellemtiden finder Pei-Pei ud, at manden, der bortførte hende, Lo Fong, driver en kinesisk slavelejr. Fong selv forlod Den Forbudte By og blev set som forræder af kineserne.
Da Wang finder Roy begravet i sandet, kræver han, at Roy fortæller vejen til Carson City. Han sætter to spisepinde i Roy's mund og fortæller, at han skal grave. Ingen af de to stoler på hinanden, så Roy giver ham en "dårlig vejvisning" (forkert vejvisning) og sender Wang over et stort bjerg. Da Wang kommer over på den anden side af bjerget, bliver han involveret med en indfødt stamme ved at redde en pige jaget af Crow stammen. Det ender med, at han bliver gift med en indfødt pige, Faldende Blade (Falling Leaves) (Brandon Merrill). Da han og hans nye kone tager til byen lover hun ham at hun vil holde udkig for ham. Inde i en bar i byen finder Wang Roy og starter i vrede et slagsmål, der ender med et stort slagsmål i hele baren. De bliver smidt i fængsel, og efter de flygter (takket være Chon's kone), beslutter de, at de vil blive venner. O'Bannon selv var lidt motiveret af at høre, at masser af den kinesiske kejsers guld blev udvekslet som løsepenge for prinsessen.
Da de kommer til Carson City finder de dem i en duel med Lo Fongs allierede marskal Nathan Van Cleef, og de undslipper med nød og næppe. De finder et skjulested, hvilket mere eller mindre er til grin, men de bliver opdaget af Van Cleef og bliver arresteret. De finder ud af, at Lo Fong er bag kidnapningen. Wang får klippet sin hestehale (kendt som en queue eller bianzi) så han mister hans ære, og aldrig mere kan returnere til Kina. På trods af, de er tæt på at blive hængt undslipper de endnu en gang, igen delvist takket være Chon Wang's indfødte kone.
Den næste dag tager de to partnere til stedet hvor løsesummen udveksles, en kirke ude omkring ingenting. De tre livgarder kommer med guldet (Wang blev separeret fra dem ved togrøveriet), og Lo Fong har prinsessen under kontrol. Sagen bliver dog kompliceret da O'Bannon pludselig affyrer skud mod Lo Fong, og Wang konfronterer de andre livgarder omkring hans kejserlige pligter (siden prinsessen ikke ønsker at tage tilbage til Kina, men vagterne har ordrer til at føre hende tilbage). Ligesom O'Bannon affyrer Van Cleef skud tilbage med to pistoler. Som kineserne kæmper med hinanden (inklusiv Lo Fong) fører Van Cleef og O'Bannon en skudduel. O'Bannon gennemborer på mirakuløs vis Van Cleef med ét skud. Samtidig er Lo Fong også dræbt. Han blev hængt efter en fælleskamp med Chon og prinsessen. De kejserlige vagter beslutter at de vil lade prinsessen blive.
Wallace og hans bande møder også op ved kirken og kræver at Roy og Wang (eller Shanghai-knægten som han blev kaldt) kommer ud af kirken og kæmper. Men da de to kommer ud af kirken for at stå ansigt til ansigt med Wallace, er hele pladsen uden for kirken omringet af de indfødte. O'Bannon siger, der er en fængselscelle i vente for Wallace og banden. I slutningen af filmen er Roy og Wang vist som sheriffer og venter på det næste togrøveri. Roy og Faldende Blade (den indfødte pige) kysser også lidenskabeligt hinanden ved en kinesisk kulturel udstilling mens Pei-Pei holder Chon's hånd.

## Indtjening
Filmen indtjente $99,274,467 verden over i følge box office mojo og i USA alene $56,932,305. Filmen havde et budget på $55,000,000 så den blev altså en pæn indtjeningssucces. 

## Medvirkende
- Jackie Chan      ....  Chon Wang
- Owen Wilson      ....  Roy O'Bannon
- Lucy Liu         ....  Princess Pei Pei
- Brandon Merrill  ....  Falling Leaves
- Roger Yuan       ....  Lo Fong
- Xander Berkeley  ....  Marshal Nathan Van Cleef
- Jason Connery    ....  Calvin Andrews
- Walton Goggins   ....  Wallace
- P. Adrien Dorval ....  Blue
- Rafael Baez      ....  Vasquez

Lucy Liu vandt Blockbusters Entertainment Award for hendes rolle i Shanghai Noon.